# Sint-Jozefskerk (Bredene)

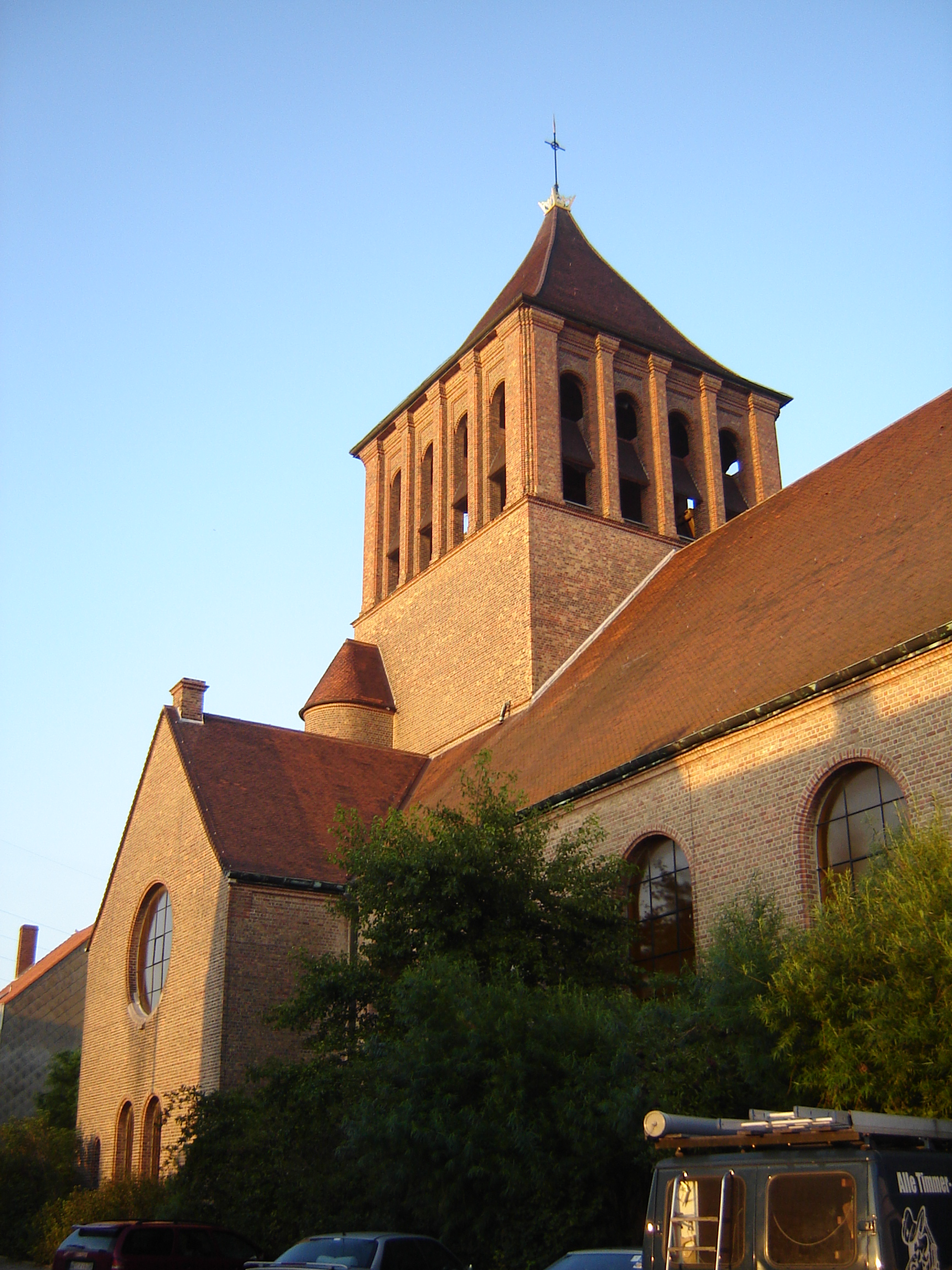
Sint-Jozefskerk

De Sint-Jozefskerk is de kerk van de parochie Bredene-Sas te Bredene in de provincie West-Vlaanderen in België, gelegen aan het Dokter Michel Vanden Wegheplein.

## Geschiedenis
In 1758 werd, door de Compagnie der Zaegmolens, een kapel opgericht. Dit was een hulpkerk van de Sint-Rikiersparochie. In 1842 werd de parochie Molendorp gesticht. In 1874 werd een neogotisch kerkgebouw opgericht in Sas-Zuid. Deze werd in 1953 vervangen door een meer centraal gelegen kerk in Sas-Noord, waar een nieuwe wijk werd gebouwd. In 1954 werd de oude kerk gesloopt.

## Gebouw
De nieuwe kerk werd uitgevoerd in baksteen naar ontwerp van Jozef Lantsoght. Het ontwerp doet, met de forse vierkante toren boven het koor, en uitbouwen aan het koor, enigszins aan de christocentrische kerken denken zoals die in Nederland in de jaren '30 van de 20e eeuw werden gebouwd. Ook zijn neoromaanse invloeden aanwezig.

## Galerij

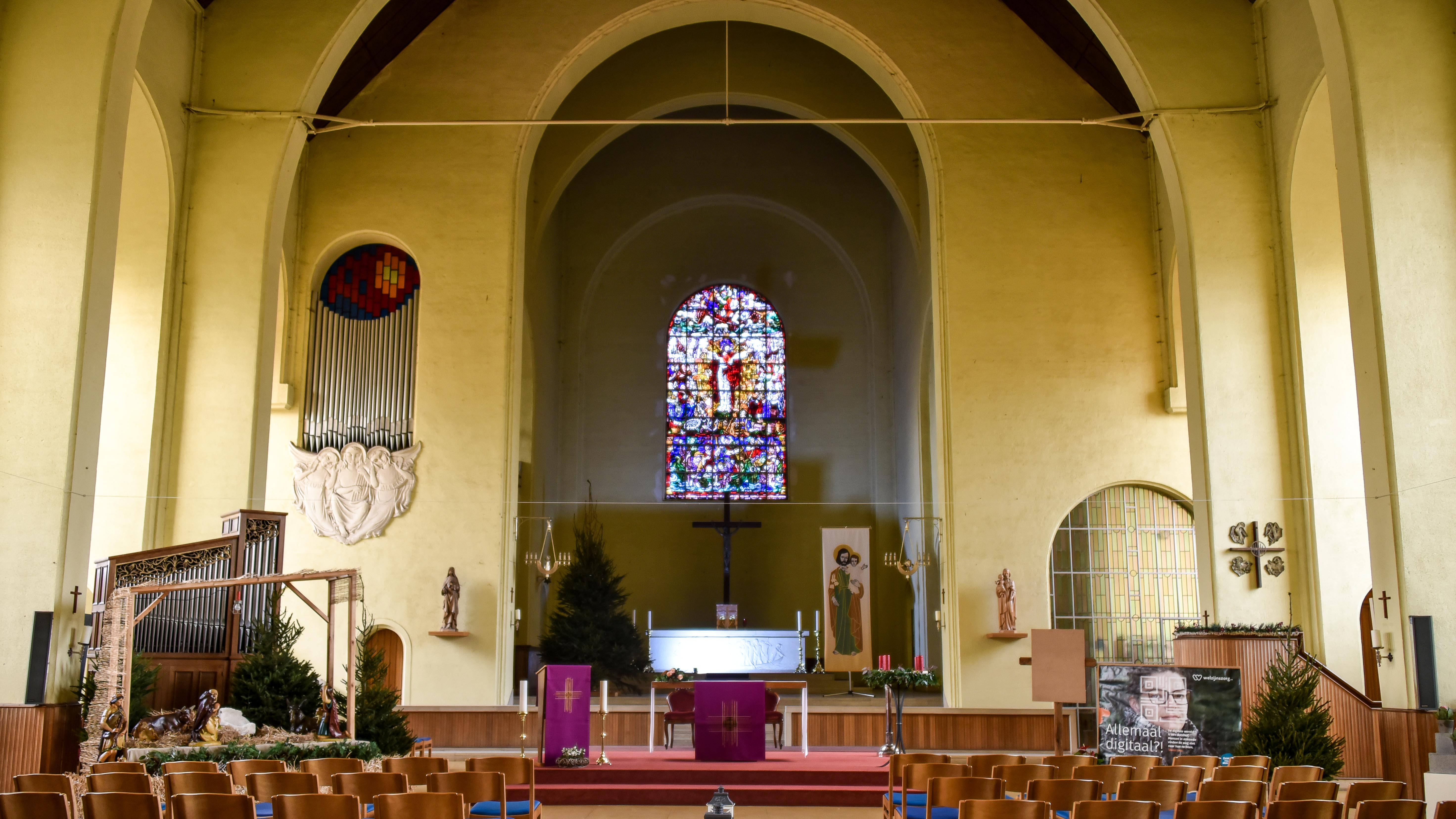
Kerkschip en priesterkoor
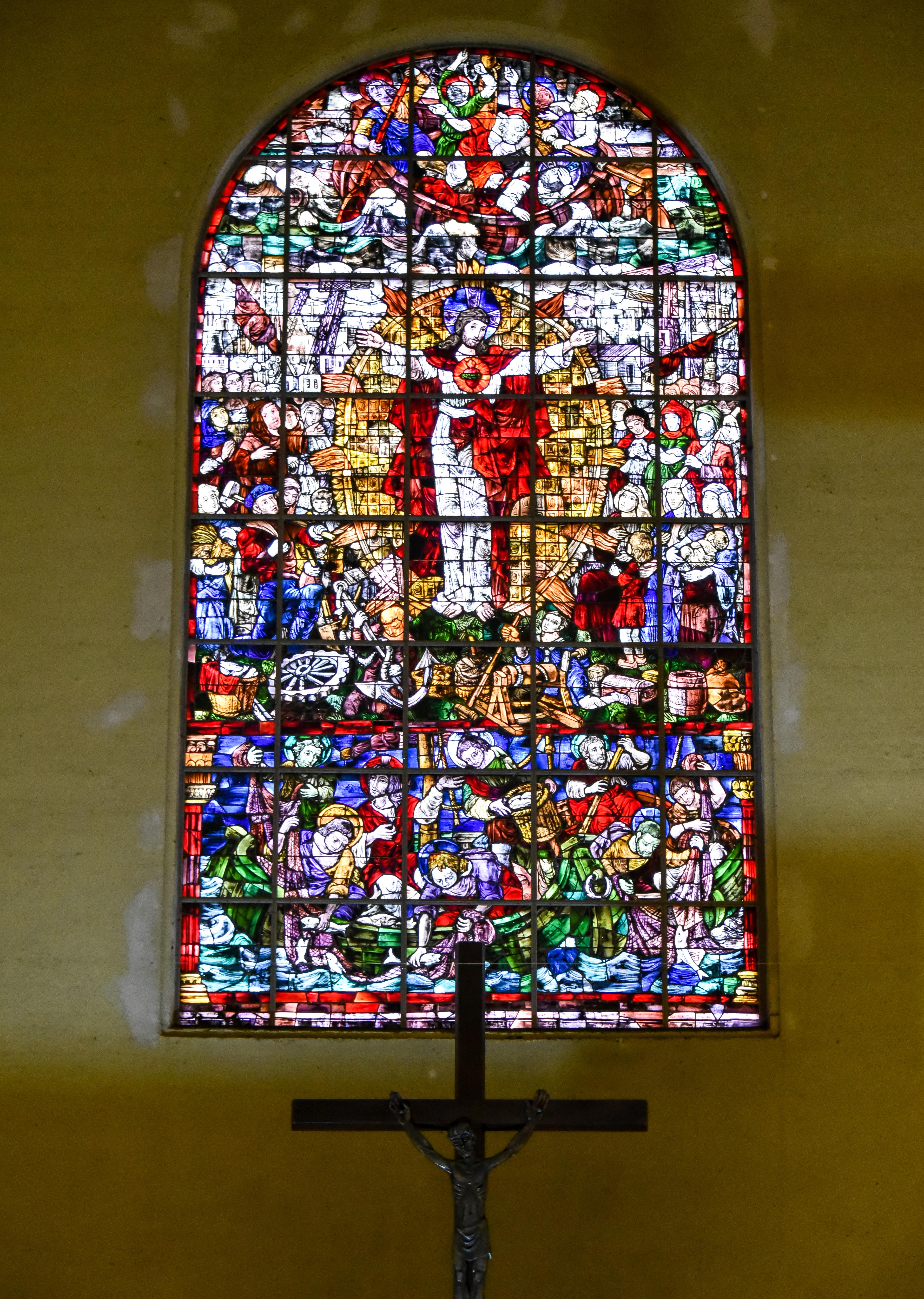
Glasraam in het priesterkoor
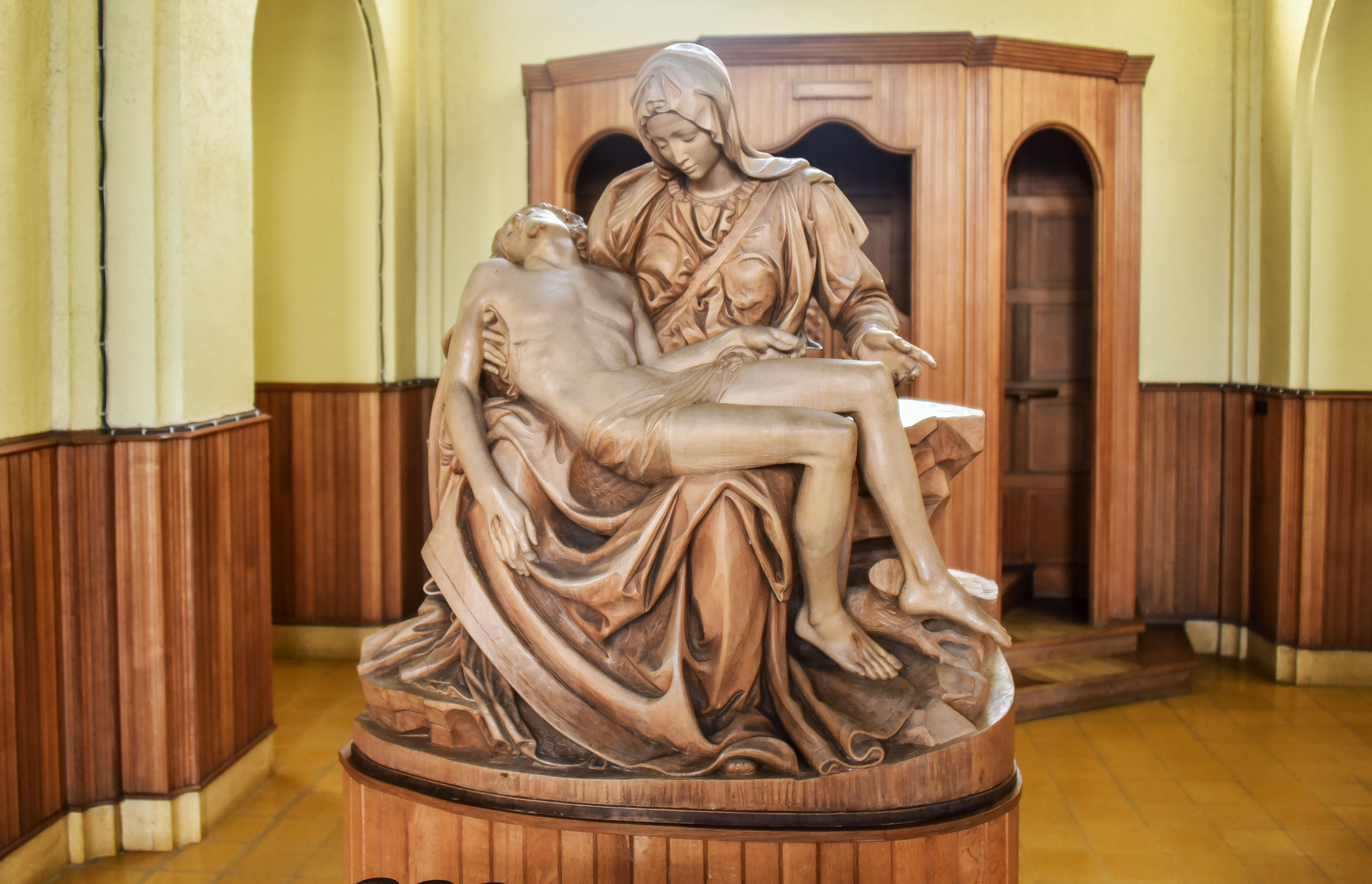
Piëta